# Ахтопол
Ахтопол (буг. Ахтопол, грч. Αγαθούπολη) је најјужнији град Бугарског приморја, стациониран у општини Царево, Бургаској области, близу границе са Турском и у њему живи 1419 становника, према попису из 2013. године. Град се налази на 0 метара надморске висине, а површине је 28704 km². Поједини делови града Ахтопола налазе се у оквиру парка природе Странџа.

## Историја
Град лежи на месту древног трачанског насеља, а био је насељен још у неолиту. Сматра се да је колонизован од стране Грка 430. п. н. е. Римљани су овај град назвали Peronticus, а власти Византије су га реконструисали након варварских инвазија и назвали га Agathopolis. Према другим изворима, град је добио име већ 323. п. н. е. У средњем веку град је више пута био под Византијским царством и Видинским царством. Средњевековни извори помињу Ахтопол као живу трговачку луку у коју су стизали многи византијски, италијански и бродови из других земаља.
Током инвазије Отоманског царства, град је у 14. веку освојен и назван Ahtenbolu. Ахтопол је званично пао под отоманску владавину 1453. године, а порески регистар из 1498. године наводи 158 хришћанских породица у њему, највише је било грчких породица, али и других словенских. По попису из 1898. године у граду је било 410 кућа, 300 грчких и 110 бугарских. У 19. веку у граду је била развијена прекоморска трговина, а људи су се бавили претежно рибарством, многи грађани поседовали су сопствене бродове и продавали рибу широм Црног мора и Медитерана. Виноградарство је такође било добро развијено.
Ахтопол је више пута био уништаван од стране морских пирата, најчешће од Лаза, а последњи пут 1918. године је готово скроз уништен и спаљен. Остаци градске тврђаве (висине 8 м и ширине 3,5 м), манастир Светог Јанија из 12. века, црква Вазнесења из 1796. године и фонтана са резбареним конањиком једине су историјске грађевине који су опстале до данас. Кроз овај град прошао је отомански путописац Евлија Челебија, који га је забележио у својим мемоарима и потписао га под именом Ахтаболу.
 Грчка имена за град су Achtòpolis, Αχτοπολις и Agathùpolis, Αγαθουπολις.

## Становништво
Први попис у граду извршен је 1920. године. Након Балканских ратова, град је припојен Бугарској, а претежно грчко становништво града се постепено селило у Грчку и замењено је бугарским избеглицама, углавном из Источне Тракије, посебно из Пинархишара одакле је стигло 150 бугарских породица у Ахтопол. На последњем попису примећен је благи пораст становништва града.
- 1920. — 770
- 1934. — 972
- 1946. — 1079
- 1956. — 1058
- 1965. — 947
- 1975. — 1137
- 1985. — 1204
- 2005. — 1316
- 2013. — 1419

## Географија
Град Ахтопол налази се у Бургаској области у подножју ниске планине Странџа, на стеновитом полуострву и излази на Црно море. Налази се на 14 км јужно од Царева и 5 км северно од ушћа реке Велеке.
На простору парка преовлађује влажна суптропска клима, која се судара са средмоземном климом.
| Клима (Ахтопол)             | Клима (Ахтопол) | Клима (Ахтопол) | Клима (Ахтопол) | Клима (Ахтопол) | Клима (Ахтопол) | Клима (Ахтопол) | Клима (Ахтопол) | Клима (Ахтопол) | Клима (Ахтопол) | Клима (Ахтопол) | Клима (Ахтопол) | Клима (Ахтопол) | Клима (Ахтопол) |
| Показатељ \ Месец           | .Јан.           | .Феб.           | .Мар.           | .Апр.           | .Мај.           | .Јун.           | .Јул.           | .Авг.           | .Сеп.           | .Окт.           | .Нов.           | .Дец.           | .Год.           |
| --------------------------- | --------------- | --------------- | --------------- | --------------- | --------------- | --------------- | --------------- | --------------- | --------------- | --------------- | --------------- | --------------- | --------------- |
| Индекс субјективне топлоте  | 9,1             | 10,5            | 12,3            | 16,1            | 22,0            | 25,7            | 28,7            | 28,8            | 24,6            | 19, 5           | 14,6            | 10,7            | 28,8            |
| Апсолутни максимум, °C (°F) | 4,6 (40,3)      | 6,0 (42,8)      | 8,0 (46,4)      | 11,7 (53,1)     | 17,5 (63,5)     | 22,1 (71,8)     | 24,5 (76,1)     | 24,5 (76,1)     | 21,2 (70,2)     | 16, 1           | 11,3 (52,3)     | 6,5 (43,7)      | 24,5 (76,1)     |
| Средњи максимум, °C (°F)    | 1,6 (34,9)      | 2,5 (36,5)      | 4,5 (40,1)      | 7,8 (46)        | 13,8 (56,8)     | 18,2 (64,8)     | 20,5 (68,9)     | 20,8 (69,4)     | 17,1 (62,8)     | 12,5 (54,5)     | 8,6 (47,5)      | 4,3 (39,7)      | 20,8 (69,4)     |
| Количина падавина, mm (in)  | 70,2 (2,764)    | 55,5 (2,185)    | 44,0 (1,732)    | 25,1 (0,988)    | 28,7 (1,13)     | 27,2 (1,071)    | 30,4 (1,197)    | 16,6 (0,654)    | 60,4 (2,378)    | 71,9 (2,831)    | 53,4 (2,102)    | 78,2 (3,079)    | 561,6 (22,111)  |
| Дани са падавинама          | 9,0             | 8,3             | 6,6             | 4,1             | 3,7             | 4,7             | 2,8             | 2,7             | 4,9             | 6,6             | 5,0             | 9,4             | 67,8            |
| Извор:                      |                 |                 |                 |                 |                 |                 |                 |                 |                 |                 |                 |                 |                 |

## Галерија
- Плажа Ахтопола
- Ахтопол 1982. године
- Стара извидница и светионик
- Црква у граду
- Главна градска пошта

- Плажа 1982. године
- Смирај дана, Ахтопол
- Црно море, обала града